# Salvatore Vinciguerra
Salvatore Vinciguerra (Bologna, 1944) è un cantautore italiano, attivo negli anni sessanta.

## Biografia
Nasce a Bologna – dove il padre presta servizio militare, nel corso della seconda guerra mondiale – da una famiglia di origine catanese.
Vissuto a Catania (e, ancora giovane studente, trasferitosi a Borgomanero - in provincia di Novara - dove i genitori si spostano per ragioni di lavoro), dopo aver partecipato a numerosi concorsi regionali e selezioni radiofoniche ("Il Buttafuori"), viene scoperto da Carlo Alberto Rossi, che gli propone un contratto discografico con la sua etichetta, la CAR Juke Box.
Debutta nel 1964 con una canzone scritta per lui da Bruno Lauzi, Se tu sapessi, un brano melodico che resta il suo più grande successo.
L'anno successivo partecipa a Un disco per l'estate con Niente resterà; torna alla stessa manifestazione nel 1966 con Stazione sud, scritta per lui da Carlo Alberto Rossi e da sua moglie Marisa Terzi, e nel 1967 con La legge della natura, brano di cui è anche uno degli autori (musica di Luciano Zotti e Salvatore Vinciguerra, testo di Nondor e Marisa Terzi).
Nel 1965 partecipa alla prima edizione della Caravella dei successi di Bari con Ti penso e prego.
Cambia poi casa discografica passando dapprima alla Meazzi e poi alla Play, etichetta del gruppo Ri-Fi, per cui incide nel 1970 una cover in italiano del classico di Simon & Garfunkel El condor pasa, con l'orchestra di Alberto Pizzigoni.
Continua la carriera come autore, scrivendo tra le altre Io sogno per Iva Zanicchi, che la cantante incide come retro di Zingara e che poi include nell'album del 1970 Iva senza tempo.
Figura anche quale autore del testo italiano del brano "La Ballata di Ringo Gun", inciso da Enrico Maria Salerno.
Nei primi mesi del 1971 è militare presso la Scuola Trasmissioni di San Giorgio a Cremano (NA).
Nel 1983 Ombretta Colli rende omaggio al cantante, citandolo nei versi della canzone Milano d'estate (scritti dalla Colli con Saro Cosentino, su musica di Giusto Pio) e ricordando il suo successo Se tu sapessi (in versi in questione sono questi: «Vecchio scarpone quanto tempo è passato / da quando Salvatore Vinciguerra cantava "Se tu sapessi quanto ti amo" »).
Nel 2002 Franco Battiato interpreta nel suo album di cover Fleurs 3 Se tu sapessi, e l'anno successivo inserisce il brano nella colonna sonora del suo film Perdutoamor nella versione originale di Vinciguerra.

## Discografia

### 45 giri
- 1964 – Se tu sapessi/Cosa vedo (Juke-Box, JN 2329)
- 1965 – Niente resterà/Ti penso e prego (Juke-Box, JN 2371)
- 1965 - Mia dolce Rimini/Ti penso e prego (Juke Box, JN 2377)
- 1965 – Vorrei essere lui/Tu lo sai mio Dio (Juke-Box, JN 2395)
- 1966 – Stazione sud/Una casa tra gli alberi (Juke-Box, JN 2401)
- 1967 – La legge della natura/Quando lei verrà (CAR Juke Box, CRJ NP 1013)
- 1968 – Lei restava nell'ombra/Madame Olga (Meazzi, M 01329)
- 1970 – El condor pasa (Play, PLS 014)